# 3398 Stättmayer
3398 Stättmayer eller 1978 PC är en asteroid i huvudbältet som upptäcktes den 10 augusti 1978 av den tyske astronomen Hans-Emil Schuster vid La Silla-observatoriet. Den är uppkallad efter den tyske astronomen Peter Stättmayer.
Asteroiden har en diameter på ungefär 5 kilometer och den tillhör asteroidgruppen Phocaea.